# 17186 Sergivanov
A 17186 Sergivanov (ideiglenes jelöléssel 1999 VP28) a Naprendszer kisbolygóövében található aszteroida. A LINEAR projekt keretében fedezték fel 1999. november 3-án.